# 五维超正方体
五维超立方体（Penteract）或称正十超胞体（Decateron）是3个五维凸正多超胞体之一，是五维的超方形，四维超正方体、三维正方体、二维正方形的五维类比。由10个四维超立方体胞、40个正方体胞、80个正方形面、80条棱、32个顶点组成。

## 几何性质
五维超正方体存在于五维欧几里得空间中，其32个顶点有如下形式：
（±1,±1,±1,±1,±1）
五维超正方体是它们的凸包。它包含了所有坐标值绝对值都小于等于1的所有点。在它的顶点处有5条棱相交，应此它的顶点图是正五胞体，在它的棱处有4个立方体维脊相交，应此它的棱图是正四面体。它有施莱夫利符号{4,3,3,3}，考斯特-迪肯符号，它的对偶多超胞体是正三十二超胞体（Triacontaditeron），也叫五维正轴体（Pentacross，5-orthoplex）。

### 对称群构造
作为五维的立方形，一个五维凸正多超胞体，它具有BC5对称群构造，对应施莱夫利符号{4,3,3,3}，考斯特-迪肯符号。同时，它可被看作是四维超正方体的棱柱，对应施莱夫利符号{4,3,3}×{}，考斯特-迪肯符号。并且，它还是正方形和立方体的乘积，在3个维度有立方体的对称性BC3，而在另外两个维度表现出正方形的对称性BC2，施莱夫利符号{4,3}×{4}，考斯特-迪肯符号。

## 图像
五维超立方体可以以自身的BCn（n≤5）对称性被平行投影到2维平面上：
| 考克斯特平面 | B5       | B4 / D5 | B3 / D4 / A2 |
| ------------ | -------- | ------- | ------------ |
| 图像         |          |         |              |
| 二面体群     | [10]     | [8]     | [6]          |
| 考克斯特平面 | 使棱在前 | B2      | A3           |
| 图像         |          |         |              |
| 二面体群     | [2]      | [4]     | [4]          |

| 斜线架投影 | B5考克斯特平面 |

| 顶点—棱图象。 |

| 五维超立方体的5D到4D施莱尔投影的4D到3D球极投影的3D到2D透视投影 | · 在五维空间旋转的透视投影 |

## 相关链接
- 四维超正方体
- 五维空间